# Steamboat Rock
Steamboat Rock är en ort i Hardin County i Iowa. Vid 2010 års folkräkning hade Steamboat Rock 310 invånare.